# Piotr Tomicki
Piotr Tomicki, född 1464, död den 19 oktober 1535, var en polsk romersk-katolsk biskop.
Tomicki var först biskop av Przemyśl, därefter biskop av Poznań och till sist biskop av Kraków samt rikets vicekansler och kunglig sekreterare. Ansedd som en av de mest betydande representanterna för den polska renässansen, studerade han i Italien, tillhörde Jan Lubrańskis hov och hade kontakt med många av Europas humanister, bland andra Erasmus av Rotterdam.
Tomickis främsta förtjänst var som beskyddare av konstnärer. Livet igenom visade han stort intresse för de sköna konsterna, särskilt skulptur. Under hans vägledning skrev Stanisław Górski Acta Tomiciana, en samling dokument från Tomickis tid som kansler, och vid universitetet i Kraków inrättades avdelningen för romersk rätt och infördes undervisning i grekiska och hebreiska.